# Angels Fall First
Az Angels Fall First című nagylemez a Nightwish debütáló albuma. 1997-ben jelent meg a Spinefarm Records gondozásában.
A limitált kiadás – mintegy 500 példány készült belőle – csak 7 számot tartalmaz, melyek közül kettő nem szerepel a hagyományos kiadású lemezen.
Az Elvenpath című számban hallhatók részletek Ralph Bakshi 1978-as Gyűrűk ura adaptációjának elejéből.

## Számok listája
1. "Elvenpath" 4:40
2. "Beauty And The Beast" 6:24
3. "The Carpenter" 5:57
4. "Astral Romance" 5:12
5. "Angels Fall First" 5:34
6. "Tutankhamen" 5:31
7. "Nymphomaniac Fantasia" 4:47
8. "Know Why The Nightingale Sings" 4:14
9. "Lappi (Lapland)"
  1. "Erämaajärvi" 2:15
  2. "Witchdrums" 1:18
  3. "This Moment Is Eternity" 3:12
  4. "Etiäinen" 2:34

## Számok listája (limitált kiadás)
1. "Astral Romance"
2. "Angels Fall First"
3. "The Carpenter"
4. "Nymphomaniac Fantasia"
5. "Once Upon A Troubadour"
6. "A Return To The Sea"
7. "Lappi (Lapland)"
  1. "Erämaajärvi"
  2. "Witchdrums"
  3. "This Moment Is Eternity"
  4. "Etiäinen"

## Számok listája (újrakevert kiadás)
1. "Elvenpath"
2. "Beauty And The Beast"
3. "The Carpenter"
4. "Astral Romance"
5. "Angels Fall First"
6. "Tutankhamen"
7. "Nymphomaniac Fantasia"
8. "Know Why The Nightingale Sings"
9. "Lappi (Lapland)"
  1. "Erämaajärvi"
  2. "Witchdrums"
  3. "This Moment Is Eternity"
  4. "Etiäinen"
10. "A Return To The Sea" (bonus track)

## Közreműködők
- Tarja Turunen- éne
- Erno "Emppu" Vuorinen – (basszus)gitár
- Tuomas Holopainen – billentyűk/ének
- Jukka Nevalainen – dob